# Diploma de octubre

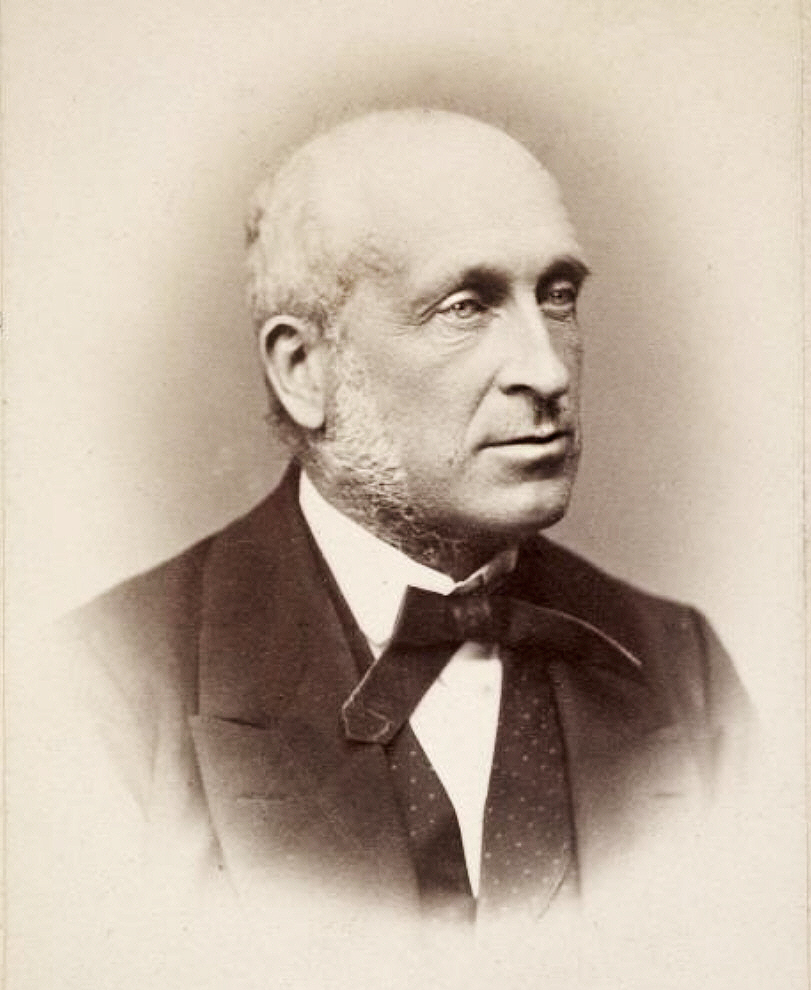
Autor del Diploma de octubre, Agenor Gołuchowski.

El Diploma de octubre fue una constitución del Imperio austríaco adoptada por el emperador de los Habsburgo Francisco José I el 20 de octubre de 1860. El Diploma fue escrito por el ministro del Interior, Agenor Gołuchowski. Intentó aumentar el poder de los nobles conservadores dándoles más poder sobre sus propias tierras a través de un programa de federalismo aristocrático. Esta política fue un fracaso casi desde el principio, y Francisco José I se vio obligado a hacer más concesiones en la Patente de febrero de 1861. Aun así, los historiadores han argumentado que el Diploma de octubre comenzó el período "constitucional" del imperio.

## Causas
En 1860, Francisco José I y el Imperio Austríaco de los Habsburgo fueron "amenazados con una crisis de existencia". 1856 había comenzado un período de aislamiento diplomático tras la derrota de Rusia, un aliado clave de Austria, en la Guerra de Crimea. La segunda guerra de la independencia italiana había terminado en 1859 con una derrota austríaca a manos de Napoleón III, y Francisco José I se vio obligado a ceder Lombardía a los franceses. Estas pérdidas empeoraron el estado ya débil de la economía austriaca y expusieron las debilidades de la burocracia del imperio. Tanto los liberales como los conservadores estaban ansiosos por la reforma después de una década de gobierno casi absolutista, mientras que los húngaros y los checos querían una mayor autonomía sobre sus propios asuntos. 
En marzo de 1860, Francisco José I le pidió al Parlamento Imperial, o Reichsrat, que asesorara al emperador sobre asuntos de reforma. El Reichsrat, compuesto casi en su totalidad por aristócratas conservadores, recomendó naturalmente una reconstrucción del imperio basada en los principios del federalismo aristocrático. Su informe fue ignorado por Francisco José I, pero para fin de año, él adoptaría los principios del federalismo aristocrático en su propio documento. 
Fueron las realidades de la política exterior las que llevaron al emperador a adoptar las ideas conservadoras. Esperaba establecer una Alianza Sagrada con el zar Alejandro II de Rusia y el rey Guillermo I de Prusia y creía que una política interna fuertemente conservadora sería una ventaja en las próximas negociaciones. Exigió que se redactara una constitución dentro de una semana y resolvió los principios generales del documento durante una parada de tren en ruta a la conferencia. 

## Resultados
El historiador A. J. P. Taylor llamó al Diploma una victoria para la antigua nobleza conservadora. El gobierno de los Habsburgo fue reorganizado a nivel federal, y las dietas provinciales recibieron el poder de aprobar cooperativamente leyes con el Emperador y el Reichstrat. En una concesión a los liberales, la membresía del Reichsrat se incrementó en más de cien nuevos miembros. Sin embargo, el Diploma pidió que el Reichsrat se reuniera con muy poca frecuencia, y su jurisdicción cubría solo una parte del imperio. Las dietas provinciales estaban repletas de la aristocracia terrateniente, dándoles así un poder más directo sobre sus propias tierras. Hungría recibió un estatus especial en el Reichsrat a través de una disposición que llamaba a los delegados no húngaros a reunirse por separado de todo el cuerpo para discutir asuntos no húngaros. Esto, sin embargo, estuvo muy lejos del deseo de los líderes húngaros de una mayor autonomía y reconocimiento. 
Casi inmediatamente después de la aprobación del Diploma, quedó claro que no duraría mucho. Las finanzas del imperio continuaron fallando, mostrando aún más las debilidades de la administración actual. Prusia y la Confederación Alemana comenzaron a sentir una debilidad en la monarquía que podría ser explotada, mientras que los húngaros estaban furiosos con las pocas reformas que les habían dado. Además, el zar desaprobó la concesión de una Constitución Federal a Galicia.
Al final, fueron los liberales alemanes quienes finalmente lograron el cambio. Estos liberales constituían un número sustancial de los burócratas más poderosos y, aunque a menudo se oponían al emperador, eran partidarios de un estado centralizado fuerte en lugar de uno débil y federalizado. A través de su influencia, el emperador fue presionado para que nombrara al liberal Anton von Schmerling como Secretario de Estado en diciembre. Von Schmerling comenzó a reescribir el Diploma de octubre, y en febrero de 1861, el emperador adoptó la Patente de febrero. 